# A szükség szobája
Egyszer a helyén van, máskor meg nincs ott... (Dobby)
A szükség szobája a Harry Potter-történetek egyik helyszíne; a Roxfort Varázsló és Boszorkányképző Szakiskolában helyezkedik el. A Szükség Szobája egy olyan mágikus szoba, amit csak az fedezhet fel, akinek épp szüksége van rá. Roxfort házimanói Jössz és Mész Szobának is nevezik. A Szoba a hetedik emeleten található, szemben egy faliszőnyeggel, melyen Badar Barnabás próbálja a trollokat balettra tanítani. A leírás szerint egy üres falszakasz "rejti", aminek egyik végét egy ablak, másik végét egy embermagasságú váza határolja.

## Megnyitása
A fal előtt háromszor el kell sétálni, és közben erősen arra koncentrálni, amilyen terembe jutni szeretnél. Ha ez megtörtént, egy ajtó terem a fal helyén, és mögötte a kívánt terem tartózkodik.

## Egyéb
Bár a Főnix rendje c. Harry Potter kötetben az áll,
a fal előtt háromszor kell elsétálni, ez nem feltétlenül igaz, ugyanis szó esik róla, hogy Albus Dumbledore egyik reggel véletlen talált rá a helyiségre, mikor mosdó után kutatott, és a Weasley ikreknek sem lett volna idejük háromszor elfutni a fal előtt, miközben Argus Frics elől menekültek. Frics időnként egy rakás tisztítószert talál itt, mikor kifogy a készlete. Dobby ide hozza Winkyt, mikor a manólány túl sok vajsört iszik; ilyenkor a szobában a megfelelő gyógyszerek, és egy kényelmes, manónak való ágy van.
Sybill Trelawney arra használja a Szükség Szobáját, hogy eldugdossa kiürült sherry-s üvegeit. Egyik látogatásakor éppen bent találta Draco Malfoyt, aki pont végzett a Volt-nincs Szekrény megjavításával. A fiú perui Instant Sötétségport vet be, és kidobja a tanárnőt a folyosóra, ahol a jósnő Harrybe botlik.
Továbbá ha vannak bent a szobában, az ajtó kívülről is látható lesz, és kintről is tökéletesen megközelíthető. Mint a Harry Potter és a Halál ereklyéi c. kötetből kiderül, konkrét utasítást is lehet adni a szobának, adott esetben, hogy egy illető ne tudjon bemenni. Ha tudjuk, hogy van bent valaki, de nem tudjuk, hogy a szoba neki milyen formában nyílt meg, az illetőt nem tudjuk megközelíteni.
|  | Alább a cselekmény részletei következnek! |

Harry itt talált megfelelő helyet, hogy megtartsa a zártkörű sötét varázslatok kivédése órát. Vannak könyvek, puha párnák (kábító átoknál igen hasznosak), és amikor Harrynek hirtelen szüksége van rá, még egy síp is megjelenik. Karácsonykor a terem közepén fagyönygy lógott, ami alatt Harry élete első csókját kapta Cho Changtól.
Dobby jelenti Harrynek a hatodik évben, hogy Draco is használja a szobát. Harry észreveszi, hogy a szoba nem jelenik meg a Tekergők Térképén, Hermione pedig arra következtet, hogy feltérképezhetetlen, de valószínűbb az a lehetőség, hogy a Tekergők nem ismerték a Szobát, így a térképre sem rajzolhatták fel. Se Dobby, se Harry nem juthat be amíg Draco bent van, mert nem tudják, hogy épp milyen célt szolgál a Szoba.
Amikor Harry helyet keresett, ahol elrejtheti a Félvér Herceg könyvét (Bájitaltan haladóknak), a szoba katedrális méretűvé változott, hatalmas ablakokkal. Úgy nézett ki, mintha egy olyan város lenne, melynek falait a roxforti diákok több nemzedékének elrejteni vágyott tárgyaiból emelték volna.
Tárgyak, amiket Harry felfedezett:
- Törött, megrongált bútorok
- Több ezer könyv
- Repülő csúzlik
- Fogas frizbik
- Régi üvegek régi bájitalokkal
- Kalapok
- Ékszerek
- Köpenyek
- Egy sárkánytojás héjának látszó darabkák
- Bedugaszolt üvegek, melyek tartalma baljósan csillog
- Rozsdásodó kardok
- Egy nehéz, vérfoltos fejsze
- Egy hatalmas kitömött troll
- A törött Volt-nincs Szekrény (amiben Montague eltűnt előző évben) és aminek megjavításával Draco Malfoy halálfalókat juttatott be Roxfort falai közé a hatodik évben, mert a szekrény ikerpárja a Borgin&Burkesben található.

Harry elrejtette a könyvet egy kisszekrényben, melynek felszínét mintha sav marta volna le; egy ketrec mögé, melyben valami ötlábú lény csontváza hevert. Hogy megjelölje a helyet, ahol a kötetet eltüntette, egy ronda, vén varázsló mellszobrát helyezte a szekrény tetejére, egy poros parókát, és egy kopott  diadémot illesztett a mágus kobakjára (mely mint később kiderült, Hollóháti Hedvig elveszett diadémja). 
|  | Itt a vége a cselekmény részletezésének! |